# (2158) Tietjen
(2158) Tietjen es un asteroide perteneciente al cinturón de asteroides descubierto por Karl Wilhelm Reinmuth el 24 de julio de 1933 desde el Observatorio de Heidelberg-Königstuhl, Alemania.

## Designación y nombre
Tietjen recibió inicialmente la designación de 1933 OS.
Posteriormente, en 1991, se nombró en honor del astrónomo alemán Friedrich Tietjen (1832-1895).

## Características orbitales
Tietjen está situado a una distancia media del Sol de 3,068 ua, pudiendo alejarse hasta 3,628 ua y acercarse hasta 2,509 ua. Su excentricidad es 0,1824 y la inclinación orbital 1,585 grados. Emplea 1963 días en completar una órbita alrededor del Sol.

## Características físicas
La magnitud absoluta de Tietjen es 11,6.